# Kathrin Klaas
Kathrin Klaas (Haiger, 6 februari 1984) is een atlete uit Duitsland.
Bij de Olympische Zomerspelen van Beijing in 2008 nam Klaas deel aan het onderdeel kogelslingeren.
Op de Olympische Zomerspelen van Londen in 2012 werd ze vierde. Op de Olympische Zomerspelen van Rio de Janeiro in 2016 haalde ze de finale niet.

## Persoonlijke records
Outdoor
| Onderdeel      | Prestatie | Plaats                        | Datum      |
| -------------- | --------- | ----------------------------- | ---------- |
| kogelslingeren | 76.05m    | Olympic Stadium, London (GBR) | 10.08.2012 |

bijgewerkt september-2021

## Resultaten
- 4e Wereldkampioenschappen atletiek 2009[8]
- 7e Wereldkampioenschappen atletiek 2011[9]
- 6e Wereldkampioenschappen atletiek 2015
- IAAF Hammer Throw Challenge, 2014

- World Athletics: 14278327